# عنوان الوصلة المحلية
في شبكة حاسوب ، يكون عنوان الرابط المحلي (بالإنجليزية: Link-local address)‏ هو عنوان الشبكة والذي يكون صالح فقط للاتصالات داخل مقطع الشبكة (الارتباط) أو مجال البث الذي يتصل به المضيف.
لا يمكن ضمان بأن تكون عناوين الارتباطات المحلية فريدة من نوعها خارج مقطع شبكة واحد. لذلك لا تقوم المُوجّهات بإعادة توجيه رزمة بيانات ذات العناوين المحلية الارتباط.
بالنسبة إلى البروتوكولات التي تحتوي على عناوين الربط المحلية مثل إيثرنت، تكون عناوين الأجهزة التي يعينها المصنعون في عناصر الشبكات فريدة ، وتتألف من تعريف البائع اوالمصنع ومعرّف تسلسلي.
يتم تعريف عناوين الروابط المحلية لآي بي في4 في كتلة العنوان 169.254.0.0/16 في ال توجيه لافئوي بين المجالات.اما في آي بي في6 فيتم تعيينها في كتلة العنوان fe80 :: / 10.